# Michael Pressman
Michael Pressman (New York, 1º luglio 1950) è un produttore cinematografico, produttore televisivo e regista statunitense. Attivo anche a teatro, ha vinto due premi Emmy per il suo lavoro di produttore per la serie televisiva La famiglia Brock.

## Biografia
Figlio di David Pressman, regista vittima del maccartismo, esordisce professionalmente come attore a 12 anni per poi studiare recitazione all'Università Carnegie Mellon.
Esordisce poi come regista cinematografico con la commedia Blu dinamite (1976). Nel 1978 dirige Tra madre e figlia, primo di una serie di film per la TV. Dal 1980, all'attività di regista affianca quella di produttore esecutivo, soprattutto televisivo, generalmente di serie di cui è anche regista (La famiglia Brock, Chicago Hope, Blue Bloods, Chicago Med, The Guardian, Cashmere Mafia).
Nel 1993 e nel 1994 La famiglia Brock vince due Primetime Emmy Award per la miglior serie drammatica, assegnati ai produttori.

## Filmografia parziale

### Produttore

#### Cinema
- Those Lips, Those Eyes, regia di Michael Pressman (1980)
- Lake Placid, regia di Steve Miner (1999)
- The Karma Club, regia di Kevin Porter Young (2018)

#### Televisione
- La famiglia Brock (Picket Fences) - serie TV (1992-1995)
- Chicago Hope - serie TV, 4 episodi (1994-2000)
- The Guardian - serie TV, 22 episodi (2001-2002)
- Cashmere Mafia - serie TV, 6 episodi (2008)
- Blue Bloods - serie TV, 45 episodi (2011-2013)
- Chicago Med - serie TV, 36 episodi (2019-2021)

### Regista

#### Cinema
- Blu dinamite (The Great Texas Dynamite Chase) (1976)
- Gli Orsi interrompono gli allenamenti (The Bad News Bears in Breaking Training) (1977)
- Boulevard Nights (1979)
- Those Lips, Those Eyes (1980)
- State uniti in America (Some Kind of Hero) (1982)
- Doctor Detroit (1983)
- Tartarughe Ninja II - Il segreto di Ooze (Teenage Mutant Ninja Turtles II: The Secret of the Ooze) (1991)
- A Gillian, per il suo compleanno (To Gillian on Her 37th Birthday) (1996)
- Frankie and Johnny Are Married (2003)

#### Televisione
- Tra madre e figlia (Like Mom, Like Me) - film TV (1978)
- Volo KAL 007 - Alla ricerca della verità (Shootdown) - film TV (1988)
- Senza via d'uscita (Quicksand: No Escape) - film TV (1992)
- La famiglia Brock (Picket Fences) - serie TV, 9 episodi (1992-1995)
- Chicago Hope - serie TV, 4 episodi (1994-2000)
- A Natale tutto è possibile (A Season for Miracles) - film TV (1999)
- Law & Order - I due volti della giustizia (Law & Order) - serie TV, 10 episodi (2004-2023)
- Grey's Anatomy - serie TV, 5 episodi (2008-2010)
- Blue Bloods - serie TV, 7 episodi (2010-2013)
- Law & Order - Unità vittime speciali (Law & Order: Special Victims Unit) - serie TV, 18 episodi (2014-2022)
- Chicago Med - serie TV, 10 episodi (2017-2022)

## Teatro

### Regista
- To Gillian on her 37th Birthday, di Michael Brady. Pan Andreas, Los Angeles (1985)
- Frankie and Johnny in the Clair de Lune, di Terrence McNally. Tamarind Theatre, Los Angeles (2001)
- Come Back, Little Sheba, di William Inge. Samuel J. Friedman Theater, New York (2008)
- Inana, di Michele Lowe. Ricketson Theatre, Denver (2016)
- Finks, di Joe Gilford. The Rogue Machine Theatre, Los Angeles (2018)

## Riconoscimenti
- Premio Emmy
  - 1993 - Primetime Emmy Award per la miglior serie drammatica (per La famiglia Brock)
  - 1994 - Primetime Emmy Award per la miglior serie drammatica (per La famiglia Brock)
  - 1995 - Candidato al Primetime Emmy Award per la miglior serie drammatica (per Chicago Hope)